# Ono San Pietro
Ono San Pietro é uma comuna italiana da região da Lombardia, província de Bréscia, com cerca de 927 habitantes. Estende-se por uma área de 13 km², tendo uma densidade populacional de 71 hab/km². Faz fronteira com Capo di Ponte, Cerveno, Ceto, Paisco Loveno.

## Demografia
| Variação demográfica do município entre 1861 e 2011                               |
|                                                                                   |
| Fonte: Istituto Nazionale di Statistica (ISTAT) - Elaboração gráfica da Wikipedia |